# Belgische Badmintonmeisterschaft 1961
Die Belgische Badmintonmeisterschaft 1961 fand in Brüssel statt. Es war die 13. Auflage der nationalen Badmintonmeisterschaften von Belgien.

## Titelträger
| Disziplin    | Sieger                            |
| ------------ | --------------------------------- |
| Herreneinzel | Anton Verstoep                    |
| Dameneinzel  | Bep Verstoep                      |
| Herrendoppel | Jack Stuart Herman Moens          |
| Damendoppel  | Bep Verstoep June Vander Willigen |
| Mixed        | Anton Verstoep Bep Verstoep       |